# Алев Алатли
Алев Алатли (тур. Alev Alatlı; 16 вересня 1944, Менемен, Ізмір — 2 лютого 2024, Стамбул, Туреччина) — турецька колумністка, авторка бестселерів, академік, економіст, психолінгвіст.

## Ранні роки
Народилася 16 вересня 1944 року в Менемені, Ізмір, в родині офіцера. Провела дитинство в Японії, куди батько отримав призначення військовим аташе в посольстві Туреччини, а також офіцером зв'язку турецької бригади в Кореї в ООН.
Початкову освіту здобула в Туреччині, а потім навчалася в Американській школі в Японії в Накамегуро, Токіо. Після закінчення школи сім'я повернулася до Туреччини. 1963 року здобула ступінь бакалавра наук на економічному факультеті Близькосхідного технічного університету в Анкарі.
Після закінчення університету вийшла заміж за турка-кіпріота Альпера Орхона, з яким навчалася. Стала стипендіанткою за програмою Фулбрайта, а її чоловік отримав стипендію від Фондації Форда для навчання в аспірантурі в США. Здобула ступінь магістра мистецтв у галузі економіки розвитку та економетрики в Університеті Вандербільта в Нашвіллі, штат Теннессі.
Алатли почала думати про важливість формул і цифр у поясненні світу, і вирішила продовжити навчання на факультеті філософії. Вона вступила до Дартмутського коледжу в Нью-Гемпширі на докторантуру з філософії релігії та філософії історії, але так і не здобула докторський ступінь.
1974 року повернулася до Туреччини. Якийсь час працювала викладачем у Стамбульському університеті, а пізніше в Організації державного планування в Анкарі економістом.
Наступні п'ять років після повернення зі США присвяти вивченню ісламу. Крім того, брала участь у психолінгвістичному проєкті Університет Каліфорнії в Берклі, присвяченому моделям вивчення мови турецькими дітьми. Видавала журнал «Bizim İngilizce» («Наша англійська мова») у співпраці з газетою «Джумхурієт» для турків на основі рідної мови та культури.

## Кар'єра
1982 року повністю присвятити себе письменництву. Її перша книга «Aydın Despotizmi…» («Деспотизм інтелектуалів…») була філософським дослідженням.
Наступна книга і перший роман «Yaseminler Tüter mi Hala?» («Чи все ще курять жасмини?») вийшов 1985 року. Її надихнула реальна історія грецької кіпріотки. Вона народилась й охрестилась у монастирі апостола Андрія на півострові Карпас на Кіпрі, трагічно померла у 32 роки в Піреї, Греція, залишивши п'ятьох дітей.
Наступними роботами були два переклади на турецьку мову книг Едварда Саїда «Haberlerin Ağında Islam» («Висвітлення ісламу») і «Filistin'in Sorunu» («Палестинське питання»), за які була нагороджена почесною медаллю Ясіра Арафата.
Її новела «İşkenceci» («Мучитель»), опублікована 1987 року, стала прелюдією до її наступних чотирьох романів «Viva la Muerte! — Yaşasın Ölüm!» (1992), «Nukeʼ Türkiye!» (1993), «Valla, Kurda Yedirdin Beni!» (1993) та «OK Musti! Türkiye Tamamdır» (1994).
Високореалістичний роман «Kadere Karşı Koy A.Ş.», ще один бестселер, вийшов 1995 року.
Перша поетична збірка «Eylül '98» («Вересень ʼ98») вийшла друком 1999 року.
Написала два футуристичні книги: «Kabus» («Кошмар») 1999 року та «Rüya» ("Сон ") 2000 року.
Потім працювала над тетралогією «Слідами Гоголя». 2006 року нагороджена «Премією Михайла Олександровича Шолохова за роман» до 100-річного ювілею за третій роман циклу.
З 2002 року кожні два тижні писала колонку в правій гюленістській газеті «Zaman». У лютому 2008 року її статтю про жіночий ісламський головний убір тюрбан не дозволив опублікувати головний редактор газети з аргументом «наші читачі до цього не готові» і вона більше для них не писала. У книзі 2003 року «Şimdi Değilse, Ne Zaman?» ("Якщо не зараз, то коли?) зібрали її статті, які були опубліковані в газеті «Zaman».

## Смерть
Померла у Стамбулі 2 лютого 2024 року у 79 років. Її поховали в комплексі Міхріша Султан після релігійної служби, що відбулася в мечеті Султана Еюпа, на якій були присутні високопоставлені політики.

### Романи
- Aydın Despotizmi…, Alfa Basım Yayım Dağıtım (1982)
- Yaseminler Tüter mi Hala?, Everest Yayınları (1985)
- İşkenceci (1987)
- Viva la Muerte! — Yaşasın Ölüm! — Or'da Kimse Var mı? 1. Kitap, Everest Yayınları (1992)
- 'Nuke’ Türkiye!- Or'da Kimse Var mı? 2. Kitap, Everest Yayınları (1993)
- Valla, Kurda Yedirdin Beni! — Or'da Kimse Var mı? 3. Kitap, Everest Yayınları (1993)
- O.K. Musti! Türkiye Tamamdır. — Or'da Kimse Var mı? 4. Kitap, Alfa Basım Yayım Dağıtım (1994)
- Kabus — Schrödinger'in Kedisi 1. Kitap, Everest Yayınları (1999)
- Rüya — Schrödinger'in Kedisi 2. Kitap, Everest Yayınları (2000)
- Aydınlanma Değil, Merhamet! — Gogol'ün İzinde 1. Kitap, Everest Yayınları (2004)
- Dünya Nöbeti — Gogol'ün İzinde 2. Kitap, Everest Yayınları (2005)
- Eyy Uhnem! Eyy Uhnem! — Gogol'ün İzinde 3. Kitap, Everest Yayınları (2006)
- Hollywood'u Kapattığım Gün, Everest Yayınları (2009) 360 pp., ISBN 978-975-289-600-0[15]
- Aklın Yolu da Bir Değildir… , Destek Yayınları (2009) 176 pp., ISBN 978-9944-2-9831-5[16]
- Beyaz Türkler Küstüler — Or'da Hâlâ Kimse Var mı? 5. Kitap, Everest Yayınları (2013) 460 pp., ISBN 9786051416366[17]

### Нон-фікшн
- Şimdi Değilse, Ne zaman?, Zaman Kitap (2003) 268 pp., ISBN 975-8578-23-5[18]
- 'Hayır!' Diyebilmeli İnsan, Zaman Kitap (2005) 182 pp., ISBN 975-8578-71-5[19]

### Вірші
- Eylül '98 (вересень 1998)

### Переклади
- Haberlerin Ağında İslam (1985)
- Filistin'in Sorunu (1986)
- En Emin Yol «Akvem ül-Mesalik'li Marifat Ahval el-Memalik» Tunuslu Hayreddin Paşa (1986)

### Театральні вистави
Kadere Karşı Koy A.Ş. (2002)